# Euchromia boisduvalii
Euchromia boisduvalii là một loài bướm đêm thuộc phân họ Arctiinae, họ Erebidae.